# Baccha exila
Baccha exila är en tvåvingeart som beskrevs av Violovitsh 1976. Baccha exila ingår i släktet nålblomflugor, och familjen blomflugor. Inga underarter finns listade i Catalogue of Life.